# 朴正宇 (1995年)
朴正宇（韓語：박정우，1995年12月10日—），是一名韓國男演員。

## 演出作品

### 電視劇
- 2022年：Heavenly《經常請吃飯的理事大人(밥만 잘 사주는 이상한 이사님)》飾演 薛冬柏[3][4]
- 2024年：Disney+《殺人者的購物中心》飾演 本田[5][6][7]
- 2024年：TVING《社長的菜單》飾演 金道謙
- 2025年：KBS2《Dear. M》飾演 金元鍾
- 2025年：TVING《競選夥伴》飾演 吳昊錫
- 2025年：JTBC《健將聯盟》飾演 류가

### 電影
- 2019年：短篇《捉迷藏(술래)》
- 2019年：短篇《消失(소실)》
- 2019年：短篇《Happy Birthday》
- 2019年：短篇《森林(숲)》
- 2019年：短篇《Interchange》
- 2019年：短篇《剪刀石頭布之王(가위바위보의 제왕)》
- 2021年：短篇《Killing Ta!k (킬링톡)》
- 2022年：《經常請吃飯的理事大人劇場版(밥만 잘 사주는 이상한 이사님 극장판)》飾演 薛冬柏

### MV
- 2020年：保羅·金《我們的相遇  （页面存档备份，存于）》
- 2021年：李茂珍《會裝進心裡  （页面存档备份，存于）》[8]

## 外部連結
- 朴正宇的Instagram帳戶
- 朴正宇的Youtube （页面存档备份，存于）